# Berdjansk-Bucht
Die Berdjansk-Bucht, mitunter auch Berdabucht genannt, ist eine Bucht des Asowschen Meeres südlich der ukrainischen Großstadt Berdjansk im Rajon Berdjansk der Region Saporischschja.
Die Bucht liegt an der Nordküste des Asowschen Meeres, zwischen der Berdjansk-Nehrung und Obitschnaja-Nehrung. Der Abstand zwischen den Südkaps der Nehrungen beträgt 47 km.
Am östlichen Rand der Bucht in der Nähe des mittleren Teils der Nehrung von Berdjansk liegt die Insel Kleine Dsendsyk. Am Ende der Landzunge geht die Große Halbinsel ins Meer über. Die westlich der Nehrung liegenden Inseln, Große und Kleine Dsendsyk, bilden kleine, geschützte Buchten, in denen kleinere Fischer- und Sportboote sicher ankern können, da auch von Osten und Süden diese Buchten durch Nehrungen vom offenen Meer abgeschlossen sind.
An den Ufern der Bucht liegen mehrere Siedlungen, darunter die Städte Prymorsk im Nordwesten und Berdjansk im Nordosten und Osten.
Die Meerestiefe in der Bucht beträgt überwiegend 4 bis 8 m. Im östlichen Teil der Bucht ist der Anstieg des Meeresbodens bis zum Ufer gleichmäßig, im Westen ist das Ufer uneben, mit zahlreichen Sandbänken und Untiefen und mit einer Tiefe von weniger als 5 m. Die Wassertemperatur beträgt im Sommer +22 bis +30 °C, im Winter von 0 bis −0,3 °C. Der Salzgehalt liegt bei 12–13,5 ‰.
Im Winter friert die Bucht gelegentlich zu und für den Schiffsverkehr werden bei Bedarf Eisbrecher eingesetzt.
Der Fluss Berda mündet in die Bucht.
In Berdjansk gibt es einen großen Seehafen, zu dem durch die Bucht eine Fahrrinne ausgebaggert wurde. Es gibt auch mehrere Piers an der Küste.